# Emil Frische
Emil Frische (* 6. Februar 1872 in Düsseldorf; † nach 1916) war ein deutscher Maler von Alltagsszenen und Stillleben.
Als Sohn des Landschaftsmalers Heinrich Ludwig Frische wuchs Emil Frische in Düsseldorf auf. Dort besuchte er auch wie sein Vater die Kunstakademie, als Meisterschüler von Claus-Meyer.
Emil Frische, der sich aufgrund eines Stipendiums des preußischen Kultusministeriums um 1909 in Friedrich Klein-Chevaliers Villa Marmigliano in Florenz aufhielt, malte Genrebilder, Bildnisse, Interieurs und bevorzugt Stillleben. Sein älterer Bruder war der Bildhauer Arnold Frische.